# Ligue noire de la jeunesse
La Ligue noire de la jeunesse, souvent appelée de son nom en anglais Black Youth League, était une organisation anarchiste japonaise créée en janvier 1926 et active jusque dans les années 1930.
Son nom japonais est Kokushoku Seinen Renmei, mais on utilise plus communément l'abréviation Kokuren.

## Naissance
À sa création, le Kokuren était principalement composé de jeunes anarchistes de l'Est du Japon (la région de Kantô), mais il grandit rapidement afin d'accueillir toutes les générations et pour étendre son organisation fédérale à travers tout le Japon et même plus loin, dans les colonies japonaises qu'étaient alors la Corée et Taïwan.
Cette création est parallèle à la naissance d'un autre groupe anarchiste, le Zenkoku Rôdô Kumiai Jiyû Rengôkai (Fédération libertaire des syndicats japonais), simplifié en Zenkoku Jiren ou Zenjiren.
Très marquée par le courant communiste libertaire, l'organisation de ces deux groupes s'est très clairement inspirée des principes syndicalistes initiés en France par la CGT révolutionnaire avec la Charte d'Amiens (1906).
Les relations entre le Kokuren et le Zenkoku Jiren étaient extrêmement proches. Le Zenkoku Jiren constituant un noyau dur de militants tandis que le Kokuren rassemblait des activistes endurcis et prêts à se battre. Quand les syndicats affiliés au Zenkoku Jiren se retrouvaient impliqués dans des conflits industriels, c'étaient souvent les membres du Kokuren qui entreprenaient les plus dangereuses formes d'action directe, comme les affrontements avec la police, et le dynamitage des maisons des patrons. On a souvent comparé cette coopération avec celle de la FAI et de la CNT en Espagne. Cependant, cette analogie ne peut être poussée plus loin étant donné la montée des divergences d'idées entre les anarchistes japonais et ceux d'Espagne, ou du monde.

## Les divergences
Les années qui suivirent virent la croissance d'un antagonisme entre le communisme libertaire et l'anarcho-syndicalisme. Beaucoup d'anarcho-syndicalistes quittèrent à la fois le Kokuren et le Zenkoku Jiren entre 1927 et 1928 pour constituer leurs propres organisations indépendantes. Les raisons de cette confrontation sont variées.
La plus simple à identifier est l'influence de deux théoriciens et propagandistes communistes libertaires : Hatta Shūzō et Iwasa Sakutarō. Ces deux brillants orateurs popularisèrent le communisme libertaire dans les campagnes japonaises et leurs théories eurent beaucoup plus d'impact que ne pouvait avoir l'approche anarcho-syndicaliste, liée à l'urbanisation, l'industrie et le syndicalisme.
Hatta développa l'argument selon lequel l'anarcho-syndicalisme, inséré dans le système capitaliste, possédait le risque de reproduire les hiérarchies et la centralisation de celui-ci. Il considérait aussi que la division des anarcho-syndicalistes par branches professionnelles était néfaste pour la cohésion de la société, et risquait d'entretenir une concurrence.
Hatta et Iwasa étaient également hautement critiques envers la croyance des anarcho-syndicalistes selon laquelle la révolution naîtrait de la lutte des classes. Ils pointèrent le fait qu'au Japon, la relation entre les paysans et les seigneurs fonciers relevait plus du féodalisme que du capitalisme. Contrairement aux anarcho-syndicalistes et au Parti Communiste japonais, ils pensaient que la société japonaise ne pouvait être réduite à un schéma de lutte des classes. Plus important, ils considéraient que la lutte des classes pouvait peut-être équilibrer les rapports de classes, mais qu'elle ne permettait pas d'aboutir à une société sans classes. À partir de là, les communistes libertaires furent parfois nommés "anarchistes authentiques" au Japon.

## La fracture
La fracture entre communistes libertaires et anarcho-syndicalistes se manifesta en premier dans le Kokuren. En 1927, la majorité communiste libertaire grandissante exprima de plus en plus clairement son opposition à la minorité anarcho-syndicaliste, la forçant à se regrouper tout d'abord autour d'un nouveau journal, le Han Seitô Undô (le mouvement anti-partis politiques), puis à se retirer progressivement de l'organisation. La tension passa du Kokuren au Zenkoku Jiren, dont la seconde conférence, en novembre 1927, fut ajournée (les débats se transformèrent en compétition d'injures).
La tension eut des échos au niveau mondial (au sein de l'AIT) car personne ne comprenait pour quelle raison ces deux courants étaient en conflit au Japon, alors qu'ils continuaient leur coopération ailleurs, comme en Espagne ou en Amérique du Sud.
En février 1928, en réponse à cette incompréhension, le Kokuren publia un article dans lequel il expliquait que "depuis 1927, il luttait contre les traîtres, opportunistes et syndicalistes impérialistes présents dans les rangs du Zenkoku Jiren".
Lorsque la seconde conférence du Zenkoku Jiren se réunit à nouveau en mars 1928, des heures de débats parsemés d'insultes de tous bords poussèrent les anarcho-syndicalistes à se retirer.
Ces divisions, la répression impériale et la conquête de la Mandchourie par le Japon en 1931 annoncent la désagrégation du mouvement anarchiste japonais.